# Chrysops crucians
Chrysops crucians är en tvåvingeart som beskrevs av Christian Rudolph Wilhelm Wiedemann 1828. Chrysops crucians ingår i släktet Chrysops och familjen bromsar. Inga underarter finns listade i Catalogue of Life.